# Championnats du monde de cyclisme sur route 1958
Navigation
Waregem 1957 Zandvoort 1959
Les championnats du monde de cyclisme sur route 1958 ont eu lieu le 31 août 1958 à Reims sur le circuit automobile de Gueux, en France. C'est la première édition du championnat du monde féminin.

## Résultats
| Épreuves :                          | Or                                    | Or              | Argent                           | Argent       | Bronze                           | Bronze       |
| Épreuves masculines                 |                                       |                 |                                  |              |                                  |              |
| Hommes - course en ligne            | Ercole Baldini Italie                 | 7 h 29 min 32 s | Louison Bobet France             | + 2 min 09 s | André Darrigade France           | + 3 min 47 s |
| Hommes - amateurs - course en ligne | Gustav-Adolf Schur Allemagne de l'Est | -               | Valère Paulissen Belgique        | -            | Henri De Wolf Belgique           | -            |
| Épreuve féminine                    |                                       |                 |                                  |              |                                  |              |
| Femmes - course en ligne            | Elsy Jacobs Luxembourg                | -               | Tamara Novikova Union soviétique | -            | Maria Loukchina Union soviétique | -            |

## Tableau des médailles
| Rang  | Nation             | Or | Argent | Bronze | Total |
| ----- | ------------------ | -- | ------ | ------ | ----- |
| 1     | Allemagne de l'Est | 1  | 0      | 0      | 1     |
| 1     | Italie             | 1  | 0      | 0      | 1     |
| 1     | Luxembourg         | 1  | 0      | 0      | 1     |
| 4     | Belgique           | 0  | 1      | 1      | 2     |
| 4     | France             | 0  | 1      | 1      | 2     |
| 4     | Union soviétique   | 0  | 1      | 1      | 2     |
| Total | Total              | 3  | 3      | 3      | 9     |